# حديقة التجارب
حديقة التجارب العلمية الحامة، الموجودة في قلب العاصمة الجزائرية، تعد متحفا فعليا للطبيعة، تمتد على شكل مدرج من عند سفح المتحف الوطني للفنون الجميلة، من شارع محمد بلوزداد إلى شارع حسيبة بن بوعلي على مساحة 32 هكتار.

## تاريخ
إذ تضم 2500 نوع من النباتات وأشجار عمرها مئات السنين، وأكثر من 25 نوعا من أشجار النخيل، فضلا عن حديقة على الطراز الفرنسي الكلاسيكي وأخرى بالطابع البريطاني، وأيضاً المتحف الوطني للفنون الجميلة (الجزائر).
يتميز مناخ حديقة الحامة عن مناخ الجزائر العاصمة، حيث تتراوح درجة حرارة العاصمة ما بين 6 درجات شتاء و38 درجة صيفًا، بينما لا تنخفض درجة الحرارة في الحديقة عن 15 درجة شتاء، ولا تزيد عن 25 درجة أثناء الصيف.
وأُقيمت الحديقة التجريبية الفريدة من نوعها في الجزائر التي كانت تعتبر من بين أجمل حدائق العالم عام 1832م أي بعد عامين على بدء الاحتلال الفرنسي للجزائر. وتبلغ مساحة الحديقة 32 هكتارا قبالة خليج الجزائر على بعد كيلومترات قليلة من وسط المدينة. وإلى الحديقتين الفرنسية والبريطانية تضم «حديقة الحامة» حديقة حيوانات ومدرسة تعليم زراعة الحدائق والجنائن ومركزا مخصصا للاختبارات.
حيث أن هذه الحديقة تشكل متحفا حقيقيا للطبيعة، إذ تحوي أشجارا يفوق عمرها 150 سنة ونباتات نادرة وفريدة أتت من مختلف أرجاء العالم، وتضم كذلك أنواعا عديدة كشجرة ورد يبلغ ارتفاعها ثلاثين مترا، وتعود إلى مائة سنة تقريبا، وأشجار نخيل من نوع «البلميط» إلى أشجار «البيلسان» العريقة التي قد ترتفع 30 مترا، إضافة إلى شجرة الكافور ونبات الخيزران، فضلا عن شجرة الجنكة (شجرة الكزبرة أو عشبة الذكاء)، وهي أحد أنواع الأشجار التي تتحمل التقلبات المناخية القاسية قرونا عدة.
معظم أشجار الحديقة يفوق عمرها المائة عام، إذ زرعت أولها في عام 1848م، ويجري العمل اليوم على تجديد نباتات الحديقة والسماح بالتخصص بالنباتات المحلية وهو دور الحدائق النباتية. لكي تستعيد مكانتها العالمية التي كانت تحتلها قبل خمسين عاما.

## سينما
تم تصوير الفيلم العالمي الشهير «طرزان» لأول مرة عام 1932م في حديقة الجزائر العاصمة ونال الفيلم إعجاب ملايين المشاهدين وحصد شهرة فاقت الحدود وأشاد العديد من صناع السينما بروعة مكان التصوير.[بحاجة لمصدر]

## لوحات فنية

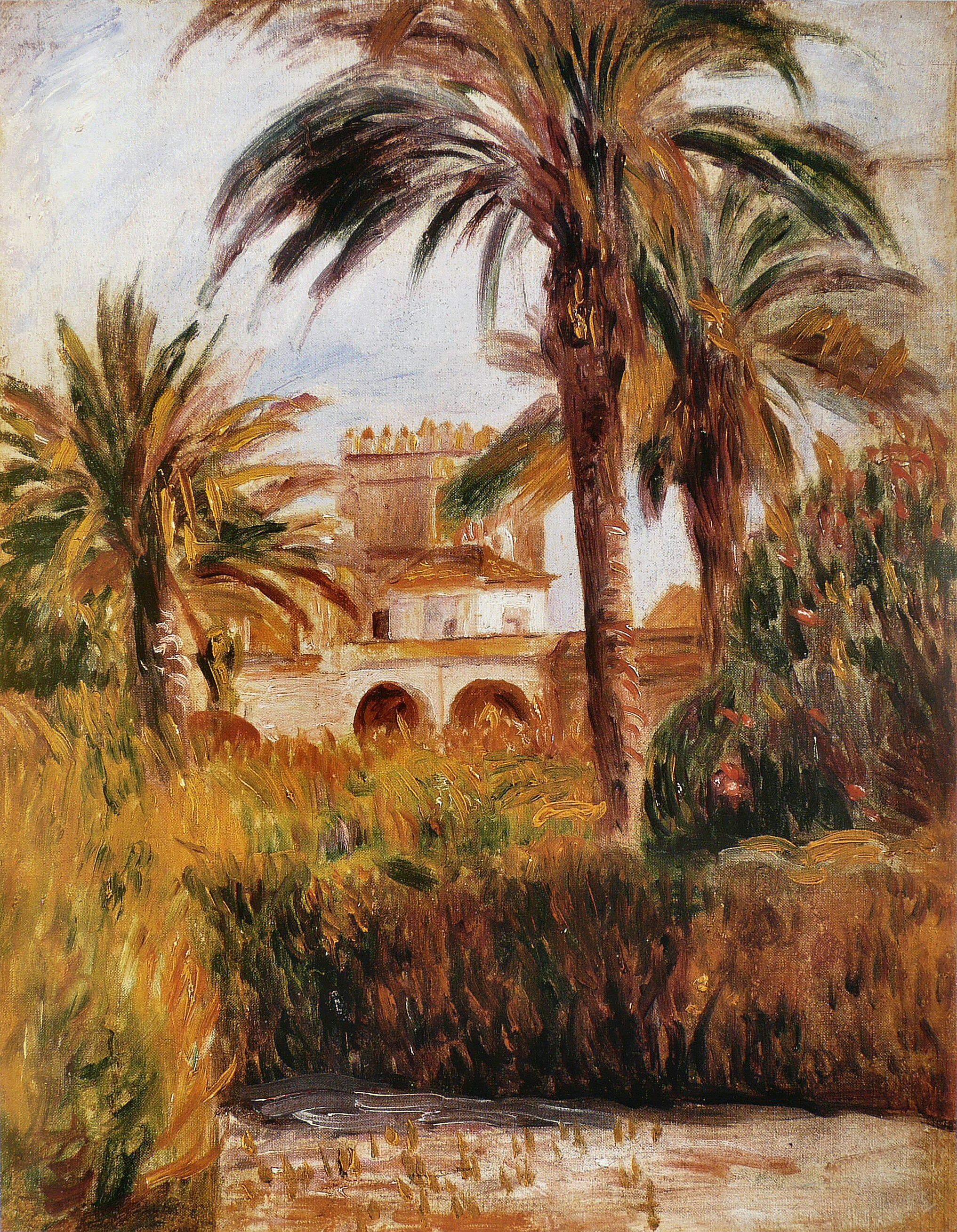
أوجست رينوار
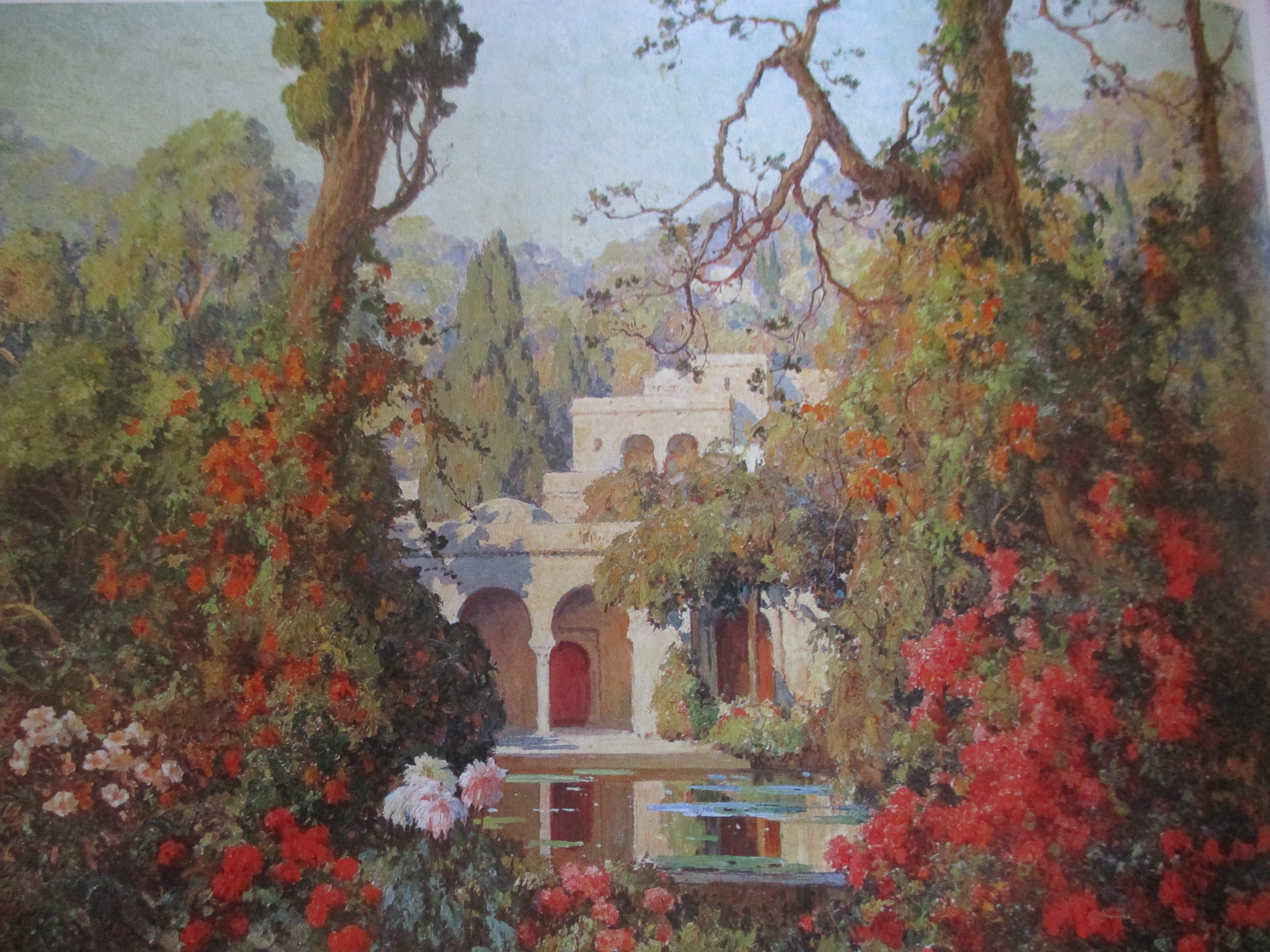
يوجين ديشايز، حديقة الجزائر

## معرض صور

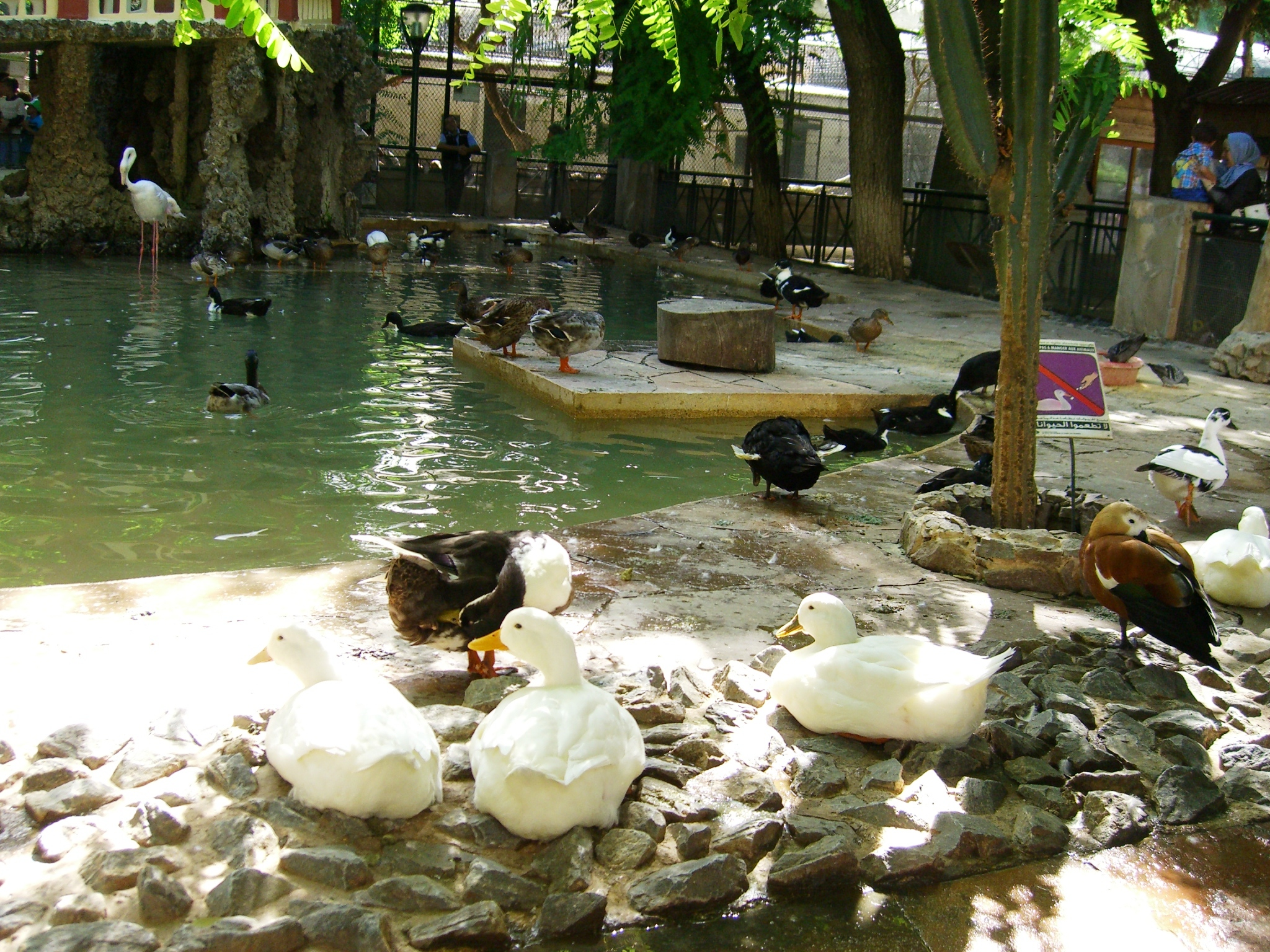
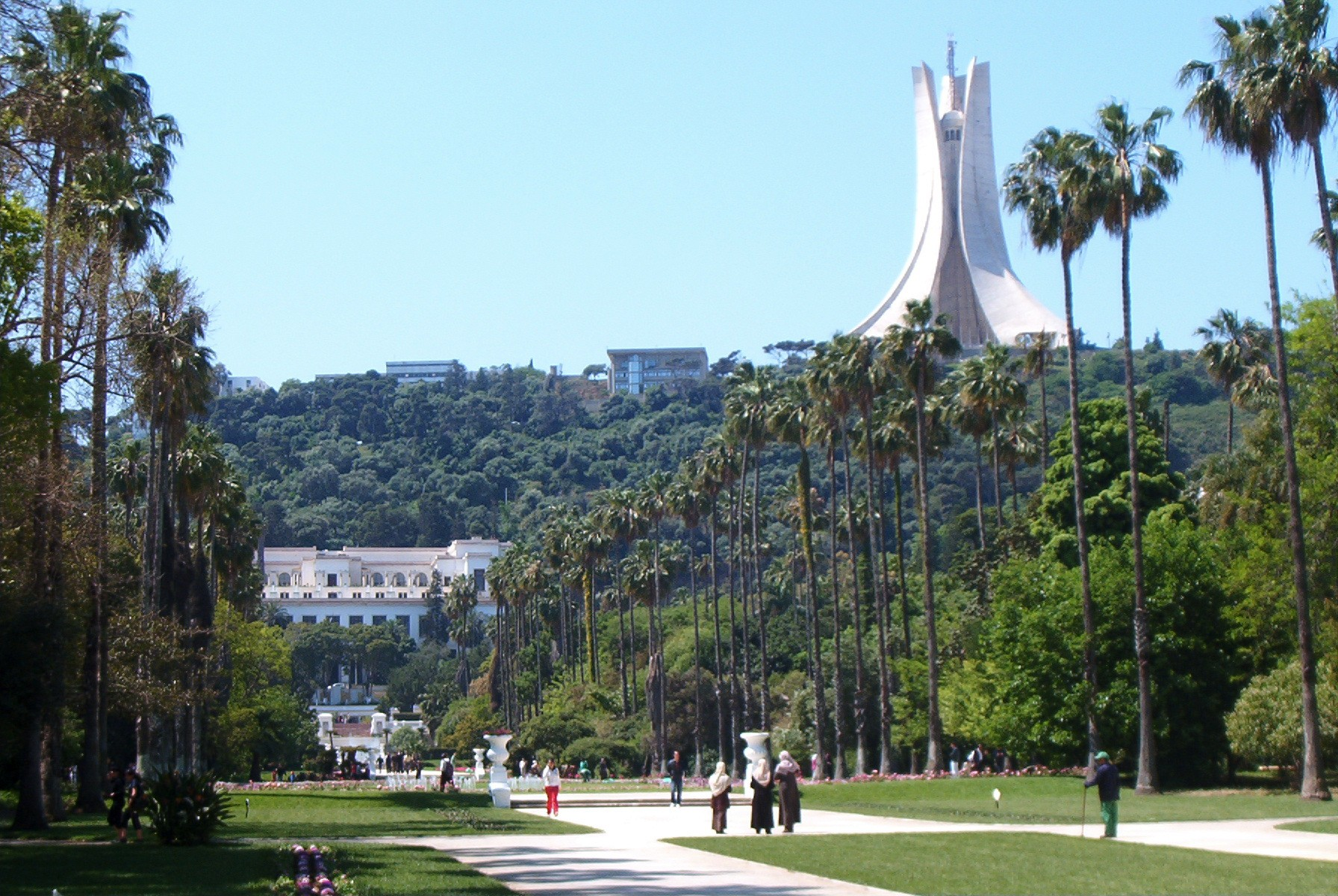
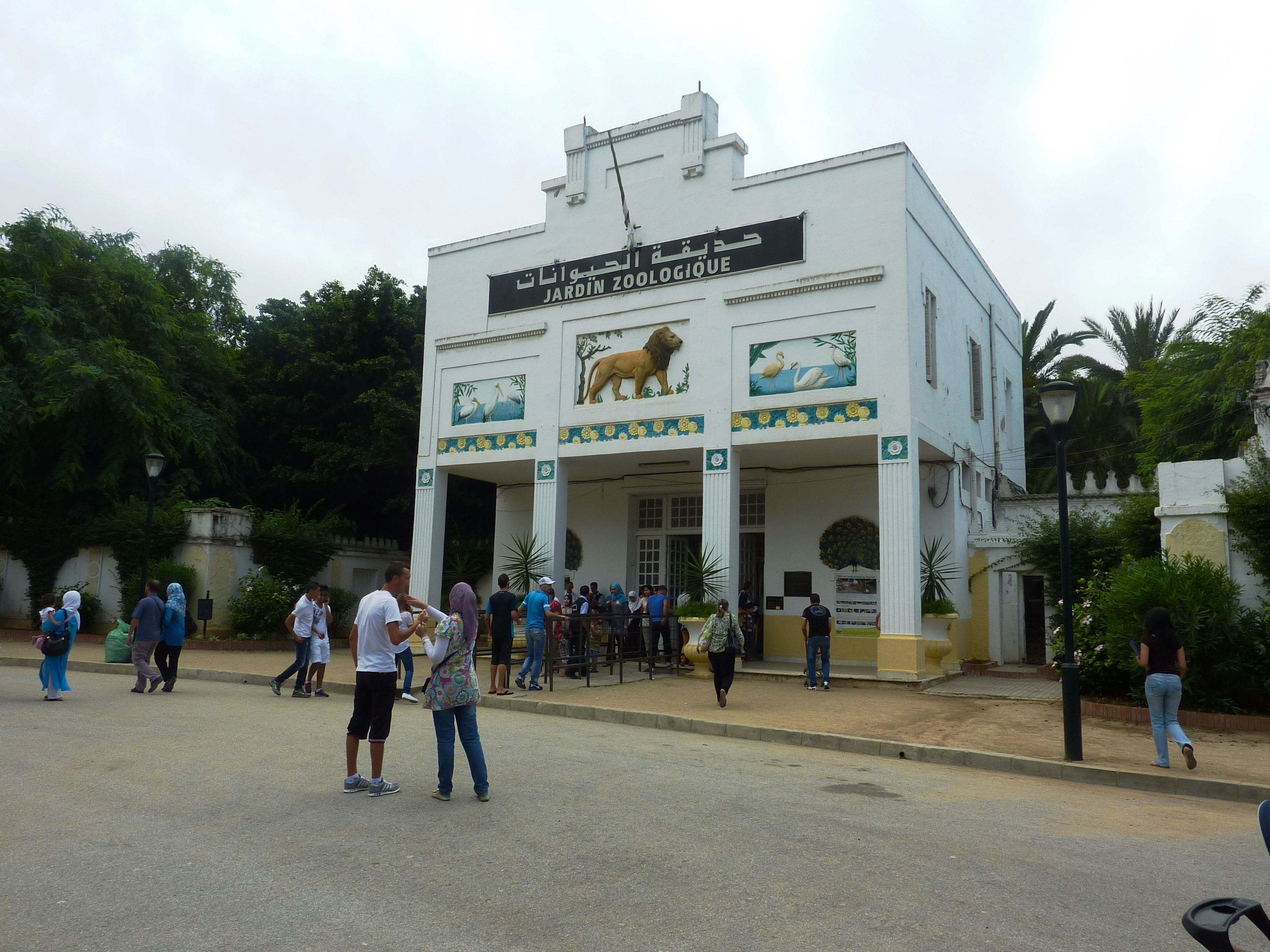
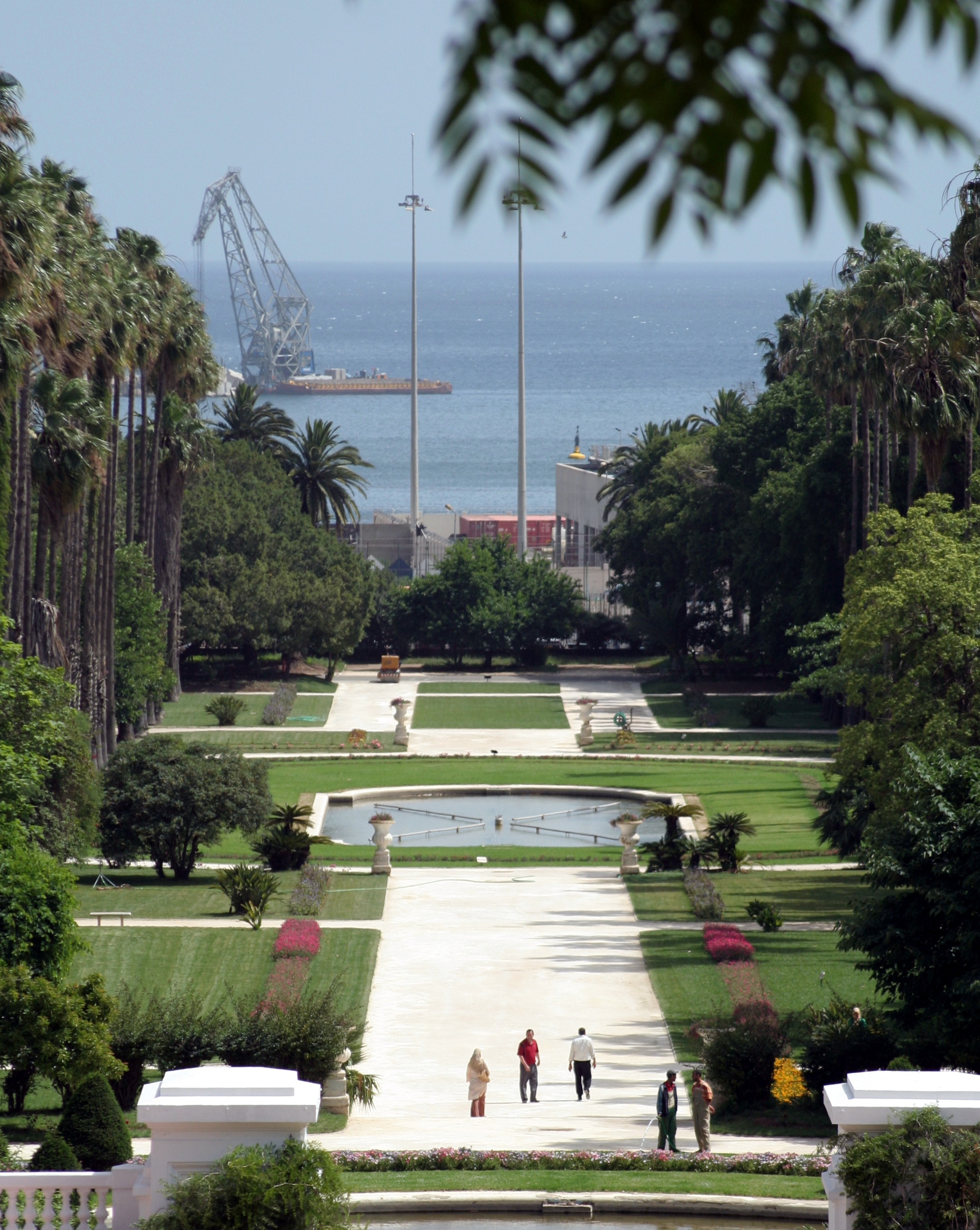
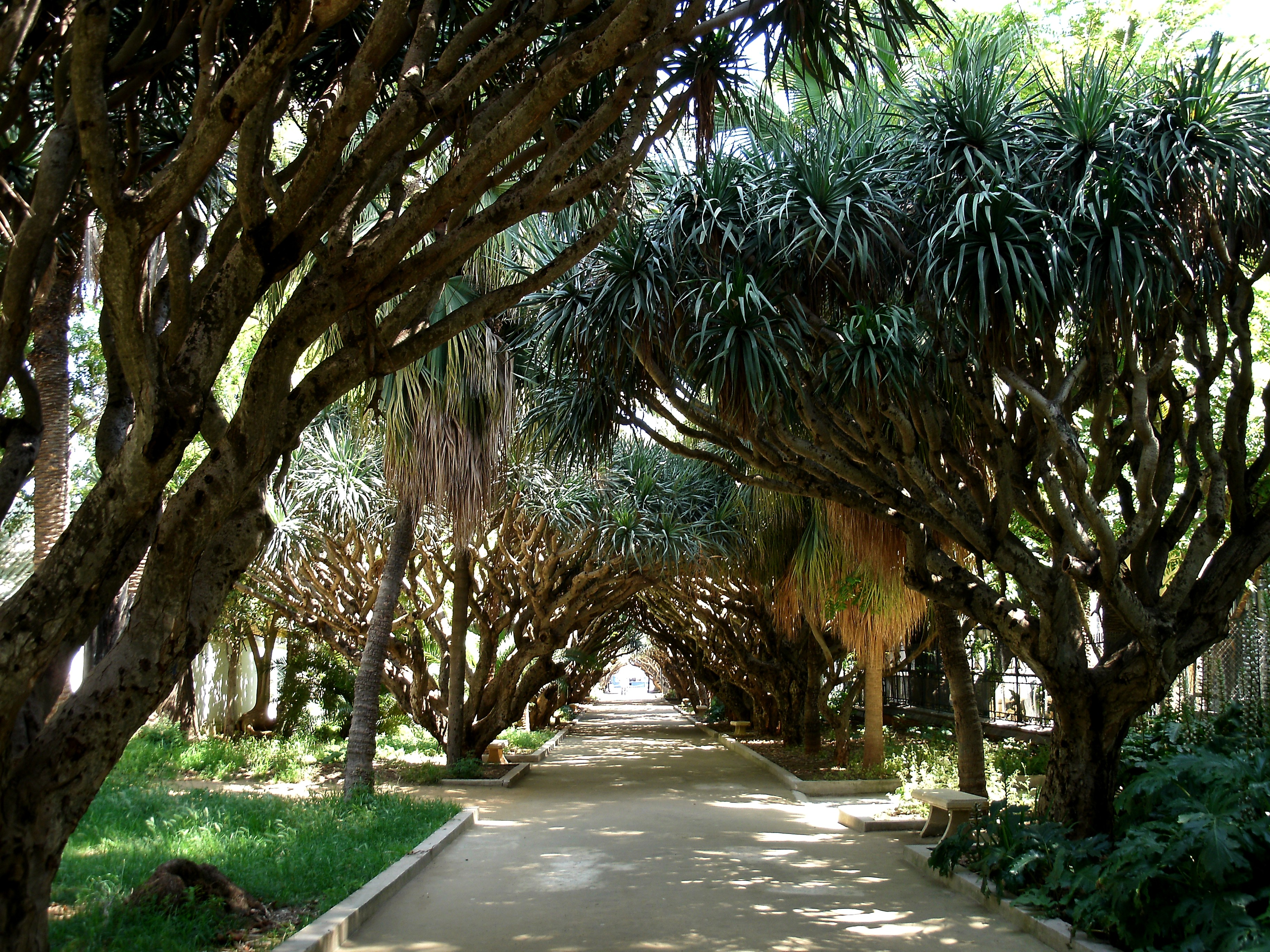
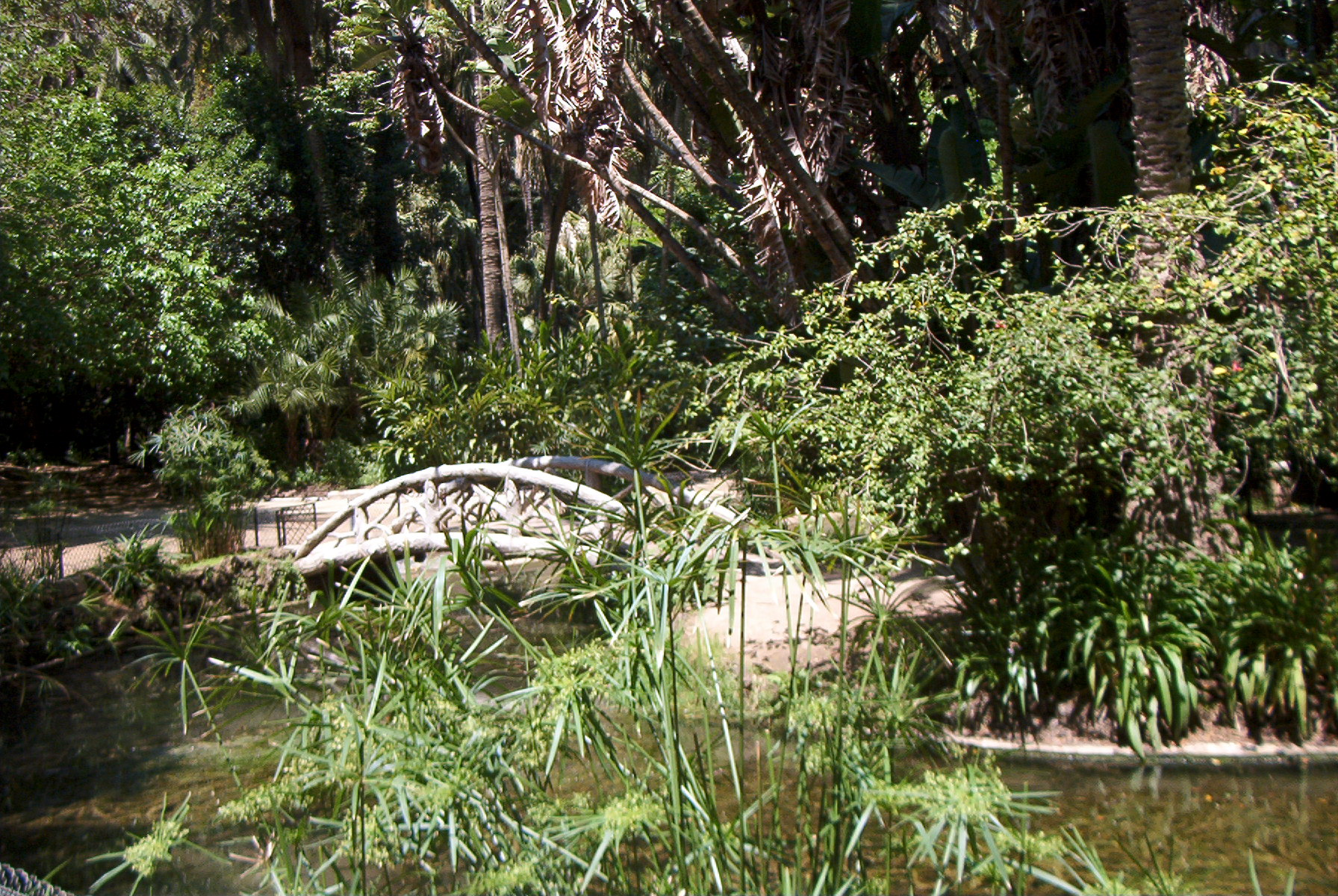
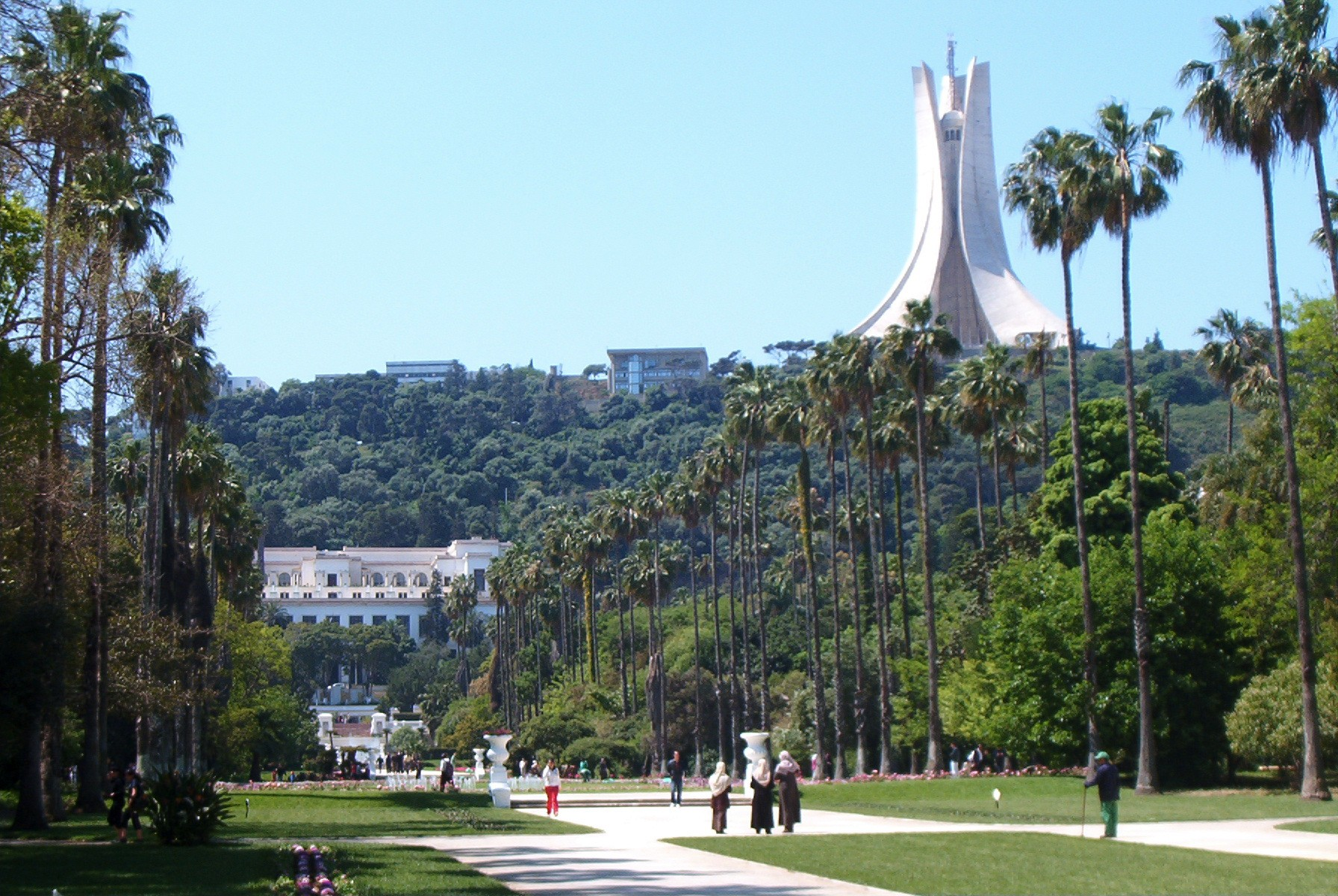
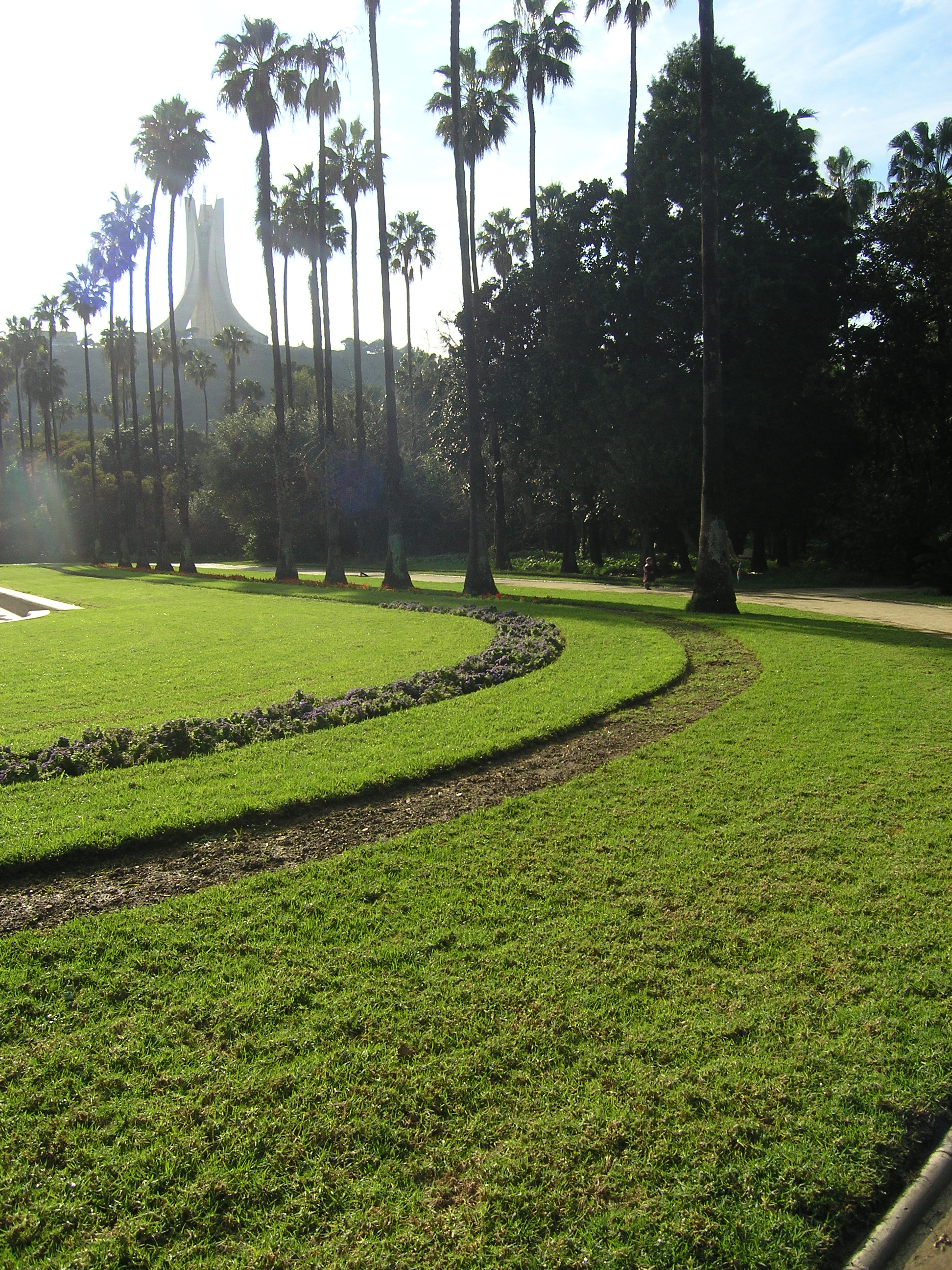
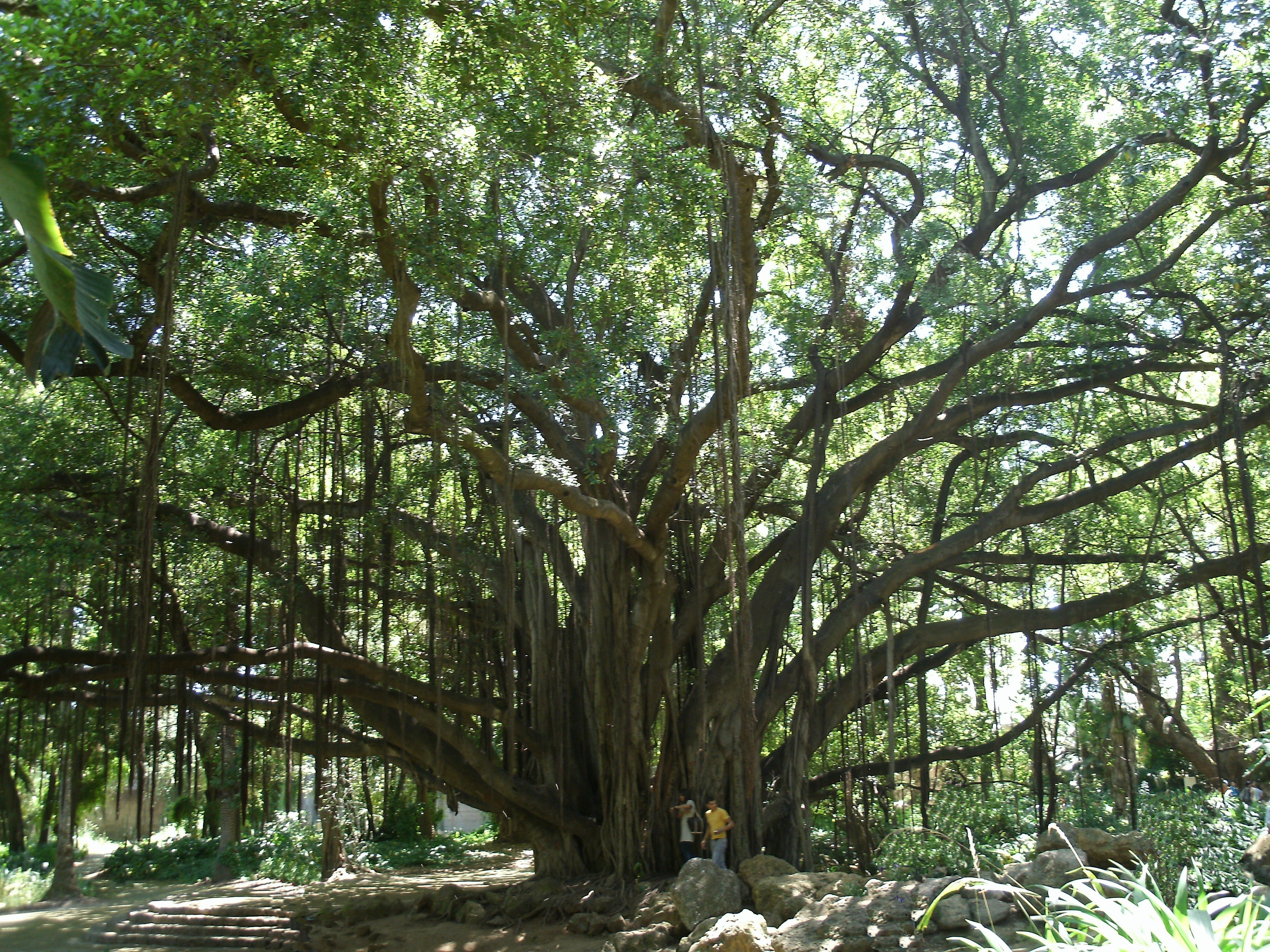
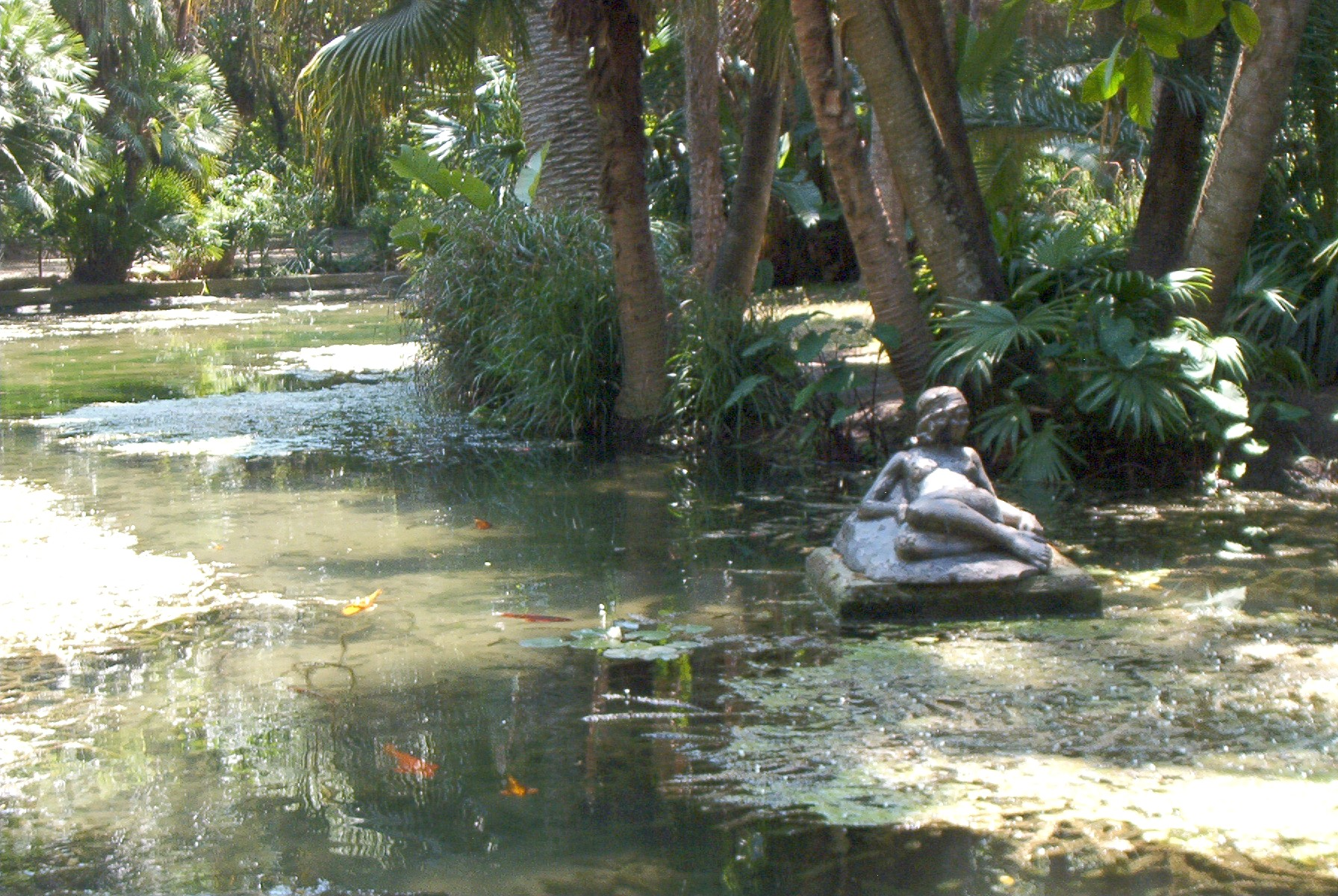
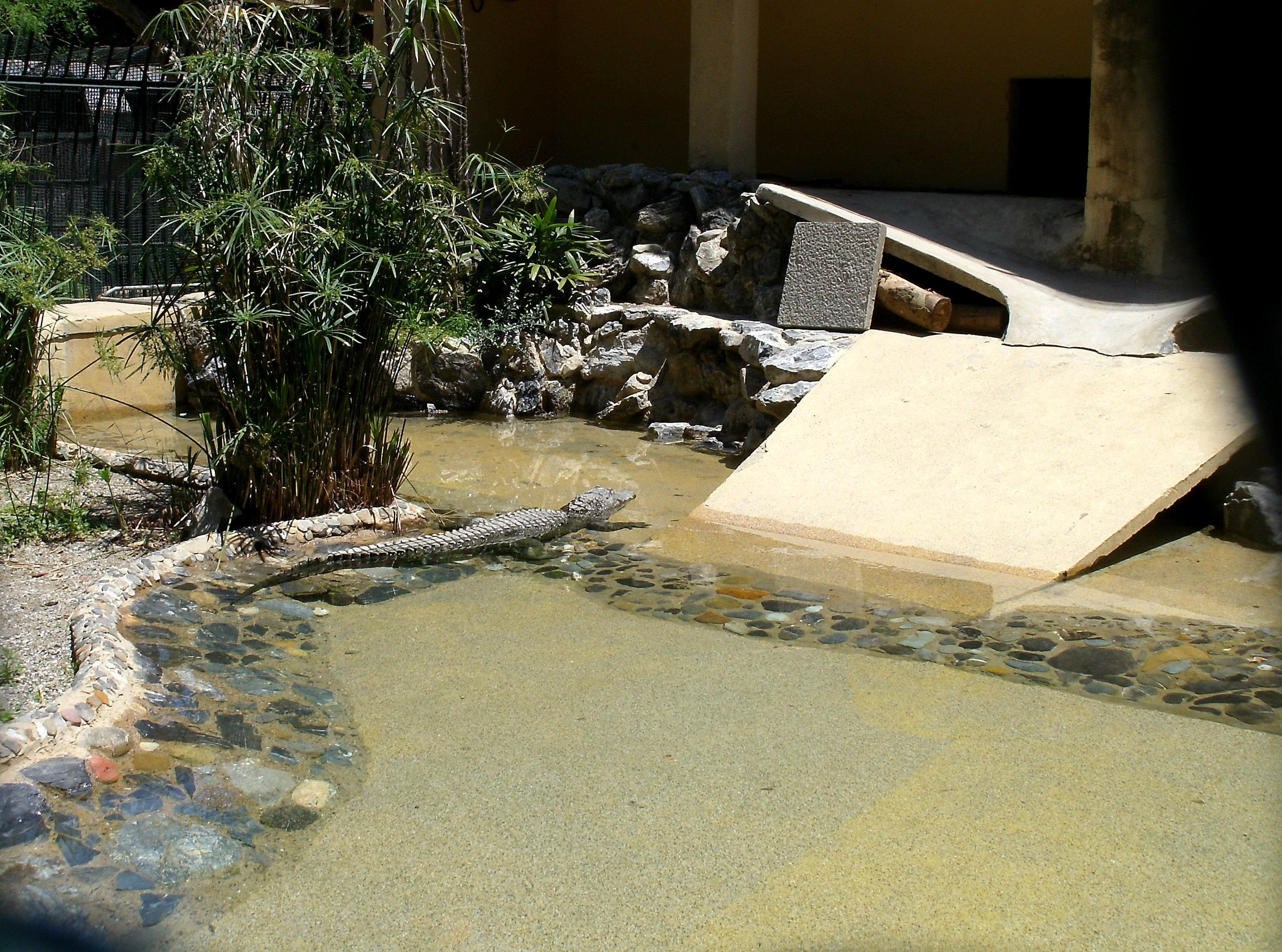
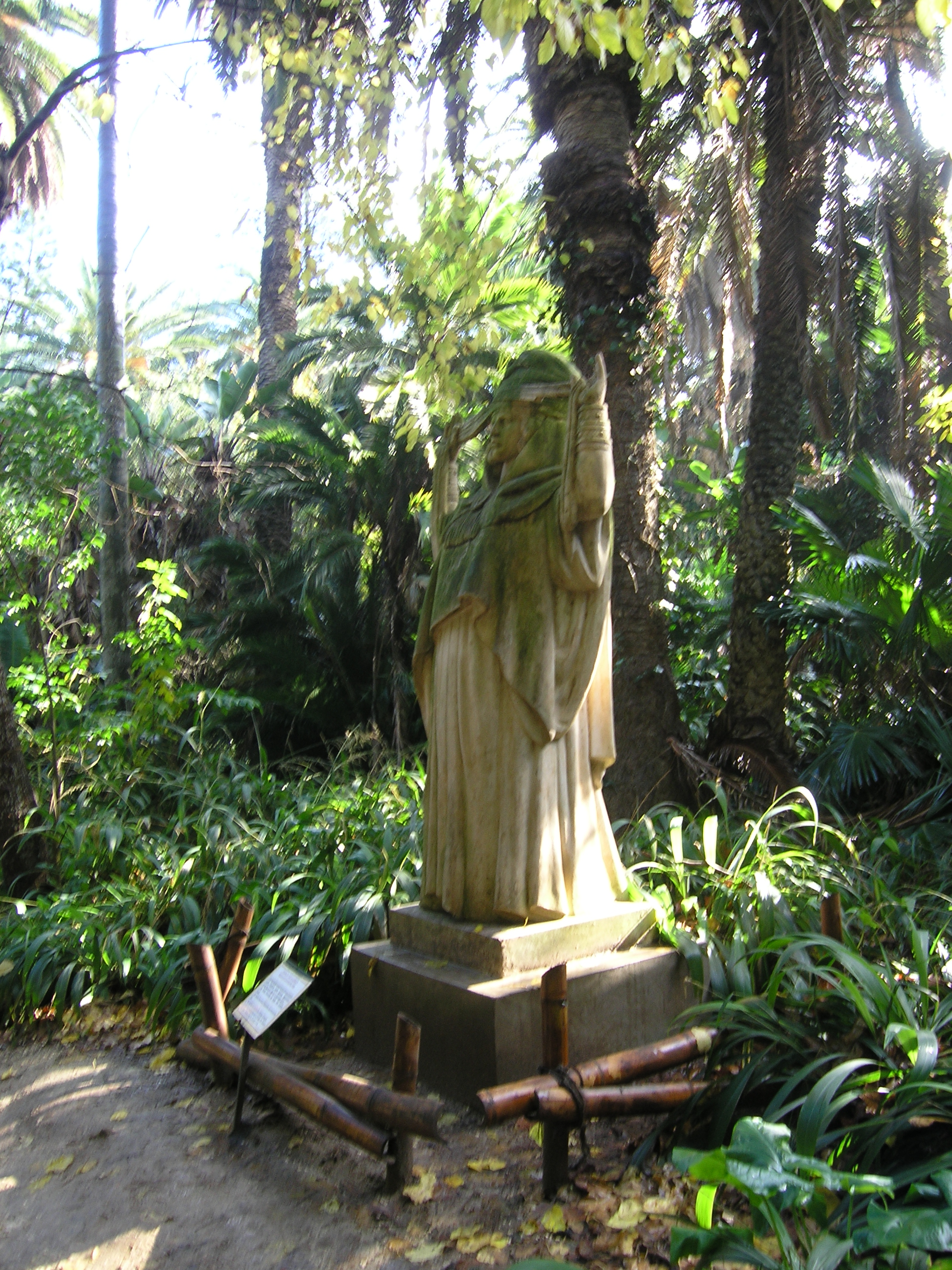
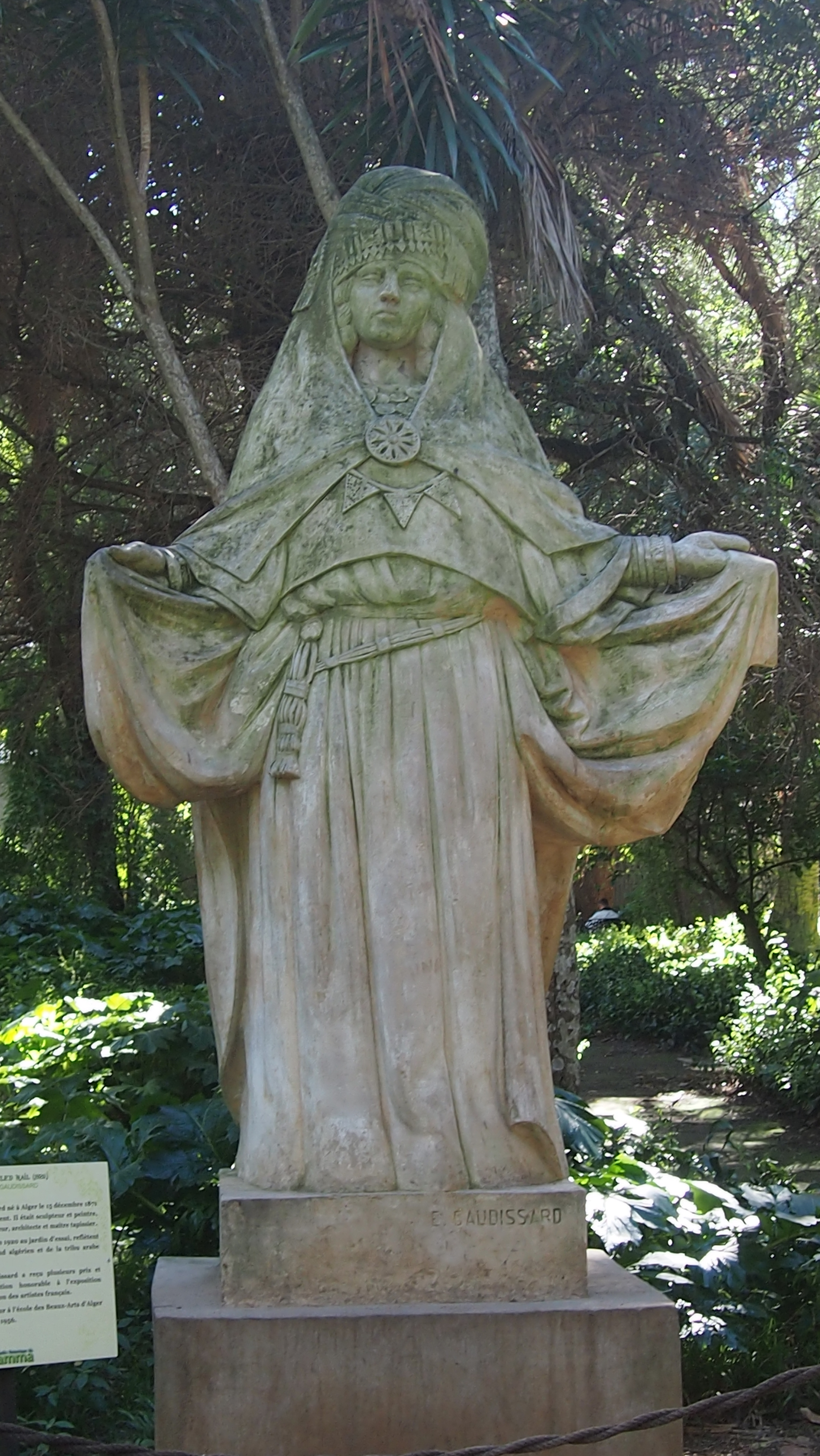

## وصلات خارجية
- «حديقة الحامة» في الجزائر من أجمل حدائق العالم